# Globig (Adelsgeschlecht)

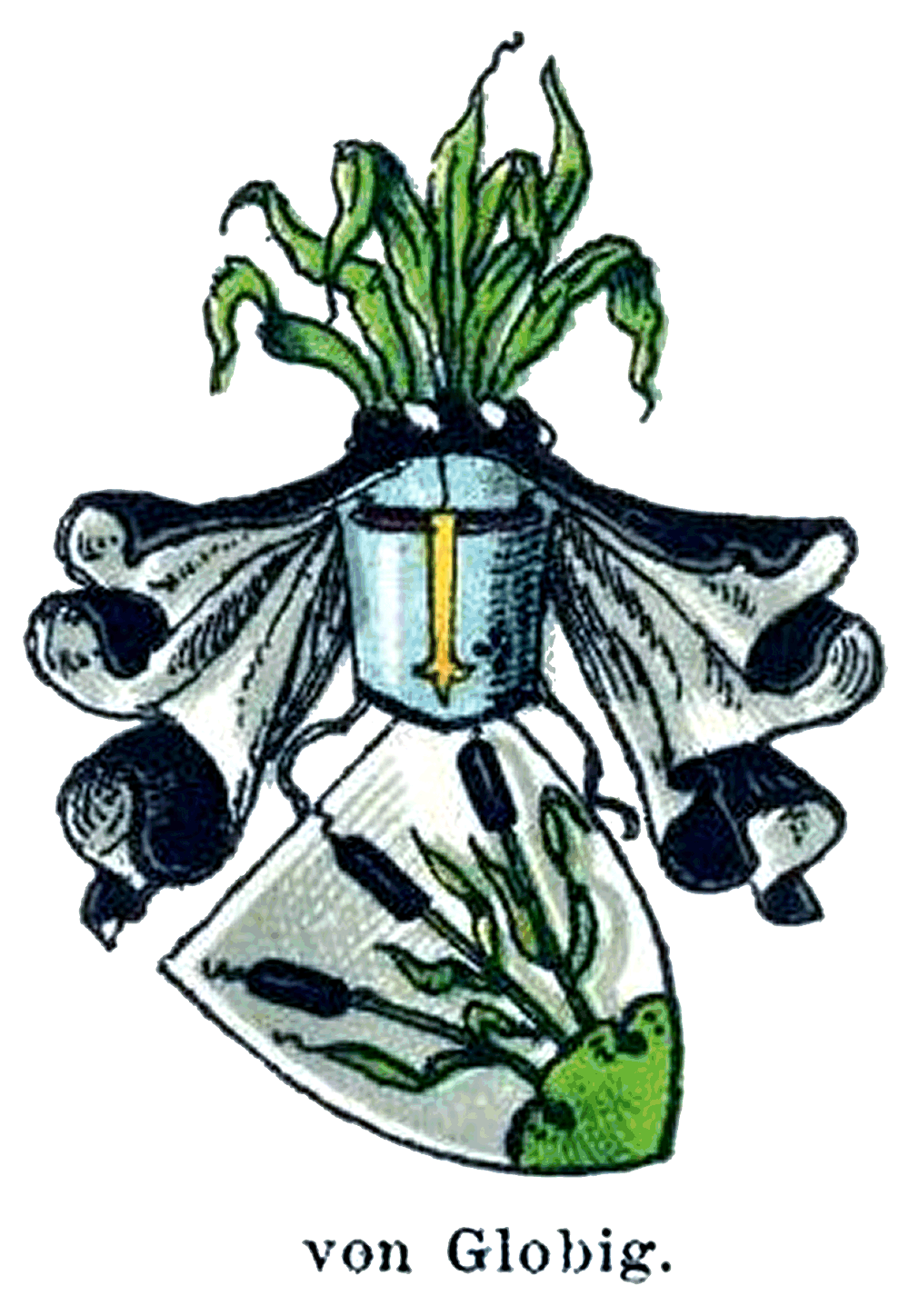
Wappen derer von Globig

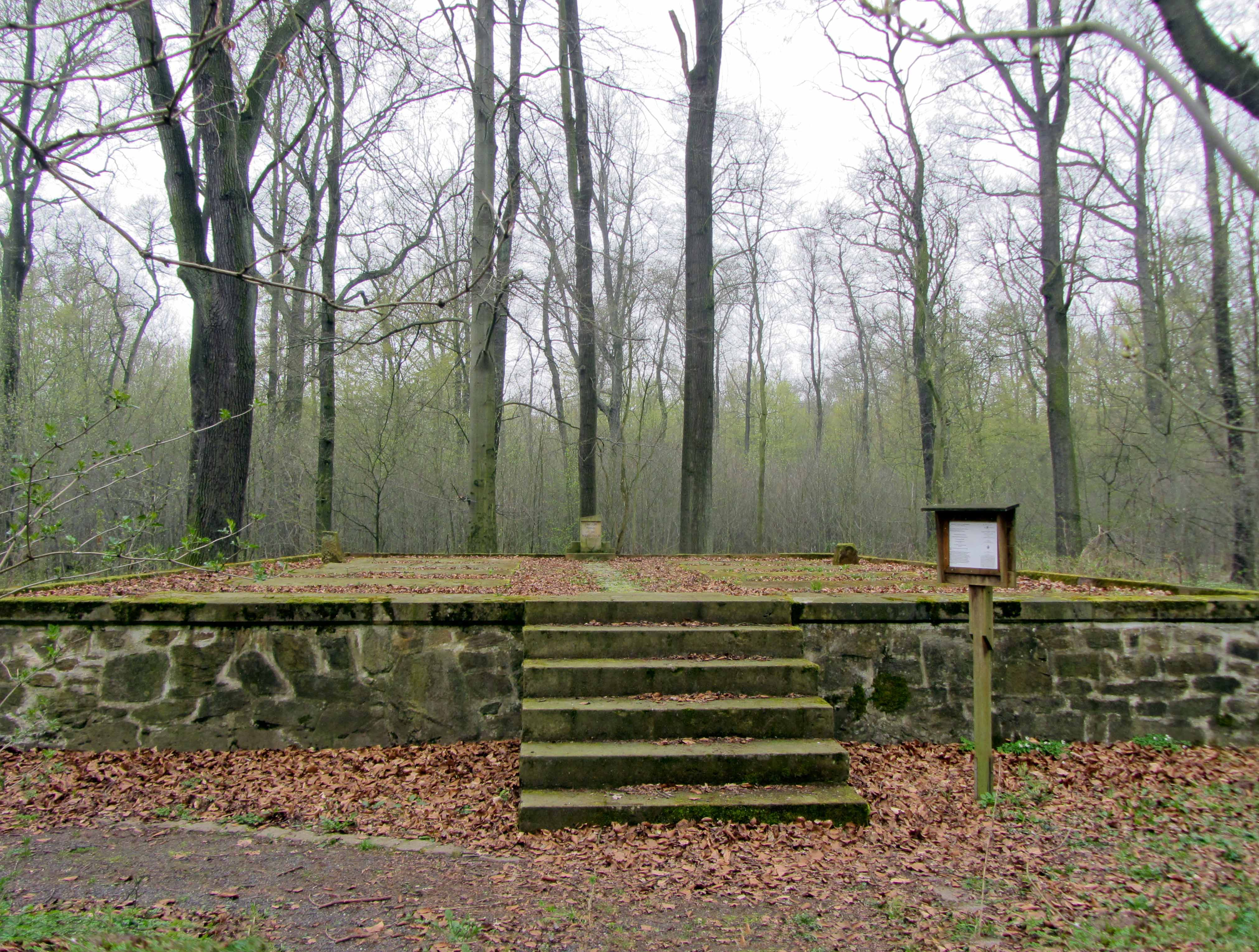
Gruft der Familie Globig-Weißenbach im ehemaligen Schlosspark Frauenhain

Globig ist ein altes sächsisches Adelsgeschlecht, das aus dem Kurkreis stammt. Stammsitz war Globig bei Kemberg. 1292 wurde dieser Ort als Globik erstmals urkundlich erwähnt.

## Geschichte
Das Geschlecht erscheint erstmals 1271 urkundlich mit dem Ritter Bernt von Gluboe als Zeugen einer Urkunde des Markgrafen Dietrich von Landsberg für das Kloster Bosau, mit dem auch die Stammreihe beginnt. Königlich sächsische Genehmigung zur Führung des Baronstitels (ad pers.) Dresden 28. Juni 1865 für Werner von Globig, nachmaligem K. u. K. Kämmerer und Major. Königlich sächsische Namenvereinigung mit dem der von Weißenbach als „von Globig-Weißenbach“, Dresden 5. September 1904 (für den sächsischen Obersten Friedrich August von Globig, 1841–1907), auf Frauenhain. Dieses Gut wurde von den von Weißenbach ererbt durch Heirat der Eltern Felix von Globig (1811–1900) mit Therese von Weißenbach (1817–1904) auf Frauenhain.
Letzte Vertreterinnen der Globig waren Alexandra Adele von Globig (1880–1948) und ihre Nichte Veronika von Globig (* 1909), auf Frauenhain, seit 1937 verheiratet mit dem ehem. Generalconsul und Leutnant a. D. Carl Clemm von Hohenberg, sowie wiederum ihrer Nichte Cornelia von Globig (* 1953). Im Mannesstamm ist das Adelsgeschlecht ohne Nachfolge, letzte Vertreter waren der Journalist Friedrich von Globig (* 1911), sein Vater Felix von Globig (1882–1927) auf Frauenhain sowie der Major a. D. Gottfried von Globig (1882–1936).

## Wappen

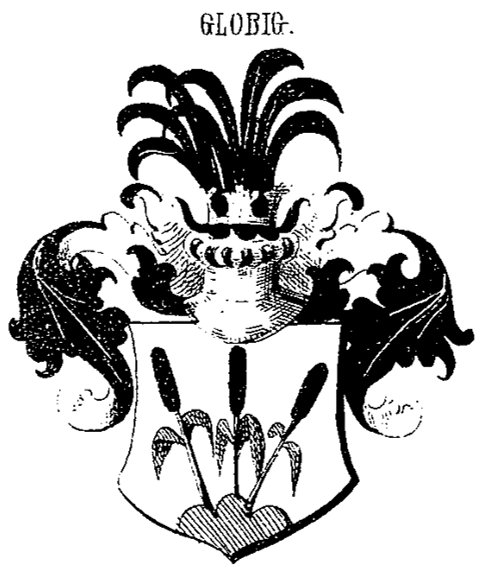
Wappen derer von Globig in Siebmachers Wappenbuch

Blasonierungen (ältestes Siegel von 1361):
- In Silber aus grünem Dreiberg drei natürliche Schilfkolben wachsend. Auf dem gekrönten Helm mit schwarz-silbernen Helmdecken sieben schwarze Hahnenfedern (oder grüne Schilfblätter).
- In Gold auf schwarzem Boden drei grüne Schilfkolben nebeneinander. Auf dem Helm mit schwarz–goldenen Decken sieben grüne Schilfblätter.[2]

## Persönlichkeiten
- Hans Gotthelf von Globig (1719–1779), sächsischer Hofbeamter
- Hans Ernst von Globig (1755–1826), deutscher Jurist
- Friedrich Ferdinand Gottlieb von Globig (1771–1852), deutscher Jurist und Hofbeamter
- Hanns August Fürchtegott von Globig (1773–1832), deutscher Hofbeamter